# Cyclops sanguineus
Cyclops sanguineus – gatunek widłonoga z rodziny Cyclopidae. Opisał go w 1843 roku niemiecko-chilijski zoolog i botanik Rodolfo Amando Philippi, nadając mu nazwę Nauplius sanguineus.